# Polyrhachis trapezoidea
Polyrhachis trapezoidea é uma espécie de formiga do gênero Polyrhachis, pertencente à subfamília Formicinae.